# گورستان بیرجد ۴
قبرستان بیرجد ۴ مربوط به دوره اشکانیان - سده‌های میانه دوران‌های تاریخی پس از اسلام است و در شهرستان ایرانشهر، بخش مرکزی، دهستان نایگون، ۱۶ کیلومتری جنوب اله آباد نایگون واقع شده و این اثر در تاریخ ۲۶ اسفند ۱۳۸۷ با شمارهٔ ثبت ۲۵۹۲۸ به‌عنوان یکی از آثار ملی ایران به ثبت رسیده است.